# Топоногов, Виктор Андреевич
Ви́ктор Андре́евич Топоно́гов (6 марта 1930, Томск, Сибирский край — 21 ноября 2004, Новосибирск) — советский и российский геометр, доктор физико-математических наук (1969), профессор кафедры геометрии и топологии физического факультета Новосибирского государственного университета (1972), ученик А. И. Фета.
Специалист по римановой геометрии в целом. Доказал несколько ставших классическими теорем: о сравнении углов треугольников и теорему о расщеплении. Один из основателей CAT-теории. В честь Э. Картана и А. Д. Александрова и В. А. Топоногова названы CAT-пространства — тип метрических пространств.

## Биография
Родился 6 марта 1930 года в Томске, в семье техников землеустройства. Отец (Андрей Иванович Топоногов) и мать (Милица Петровна) работали в Томске, и В. А. Топоногов провёл детские и юношеские годы там же вместе с шестью братьями и тремя сёстрами. С февраля 1937 года был репрессирован отец и никакой информации о нём к семье не поступало. В 1948 году В. А. Топоногов окончил среднюю школу с золотой медалью и поступил на механико-математический факультет Томского университета, где участвовал в научных студенческих конференциях, а в 1952 году был награждён грамотой Томского горисполкома и отмечен дважды университетской премией. Окончил университет в 1953 году, защитив диплом на тему: «О вероятности захвата в задаче трёх тел с положительной постоянной энергии» под руководством А. И. Фета. Получил диплом с отличием, но как сын «врага народа» не мог поступить в аспирантуру.
После изменений в СССР, вызванных смертью И. В. Сталина, В. А. Топоногов смог поступить в аспирантуру Томского университета. Отличную рекомендацию студенту написал П. П. Куфарев, и он же стал его первым научным руководителем. Позже в университете вторым научным руководителем стал А. И. Фет. Ещё одним человеком, который повлиял на область интересов учёного стал Александр Данилович Александров. В 1955 году стал ассистентом кафедры математического анализа ТГУ.
В 1956 году математик переехал в Новосибирск, где стал ассистентом кафедры общей математики Новосибирского электротехнического института связи. На следующий год стал сотрудником Института радиофизики и электроники, а в декабре 1958 года защитил в Московском университете кандидатскую диссертацию — «Римановы пространства кривизны, ограниченной снизу» под руководством А. И. Фета, в которой теорема А. Д. Александрова о сравнении углов треугольников была перенесена на многомерные римановы многообразия. Вся последующая научная деятельность учёного связана с новообразованным Институтом математики Сибирского отделения АН СССР (Институт математики им. С. Л. Соболева Сибирского отделения Российской академии наук), в котором он стал работать с апреля 1961 года. В 1969 году защитил докторскую диссертацию на тему «Экстремальные теоремы для римановых пространств кривизны, ограниченной сверху».
В начале 1980-х годов В. А. Топоногов стал заместителем директора Института математики СО РАН, а с 1982 по 2000 год возглавлял одну из лабораторий, и до конца жизни работал главным научным сотрудником. Преподавал в Новосибирском государственном университете с 1962 года и Новосибирском государственном педагогическом университете, читал лекции по дифференциальной и римановой геометрии и математическому анализу. Более 15 его учеников защитили кандидатские и семеро — докторские диссертации. Выступал редактором Математической энциклопедии.
Был прекрасным шахматистом, увлекался преферансом. Много ходил по сибирской тайге, сплавлялся на байдарках по сибирским рекам.
Состоял в редакционной коллегии журнала «Математические структуры и моделирование». В 1993 году был председателем экспертного совета конкурса Сорос-ННЦ.
Умер в Новосибирске 21 ноября 2004 году после продолжительной болезни. Остались жена (Людмила Павловна Гончарова) и три сына.
В 2000 году в Новосибирске прошла конференция посвящённая 70-летнему юбилею В. А. Топоногова, где он представил доклад «Геометрия поверхностей без омбилических точек». В 2021 году в Санкт-Петербурге прошла конференция посвящённая 90-летию со дня рождения В. А. Топоногова.

## Научный вклад
Первые три десятилетия своей научной работы В. А. Топоногов посвятил римановой геометрии «в целом». Наряду с Э. Картаном, М. Морсом, Г. Раухом, А. Д. Александровым, М. Берже, и В. Клингенбергом стал одним из учёных, кто превратил её из локальной теории в современную глобальную риманову геометрию. Классической теоремой в этой области является теорема Топоногова об оценках углов треугольника, составленного из кратчайших. Она легла в основу современных исследований связей между свойствами кривизны, поведением геодезических и топологическим строением римановых пространств. Методы используемые в этой работе помогли В. А. Топоногову получить ряд других фундаментальных результатов: характеризацию многомерной сферы оценками для римановой кривизны и теорема о строении риманова пространства неотрицательной кривизны, содержащего кратчайшую, неограниченно продолжаемую в обе стороны. Часть из около 40 статей (по другим данным, более 50 или 35), опубликованных математиком, включены в монографии и учебники различных авторов. Его математические методы оказали существенное влияние на развитие современной римановой геометрии. Его книга на английском языке «Differential geometry of curves and surfaces: a concise guide» также появилась на русском языке и содержит около сотни нестандартных задач, часть из которых хорошо известны. Другие результаты являются новыми, которые рассматриваются в новой интерпретации и иногда с новыми доказательствами для классических теорем.
Наиболее известны следующие теоремы В. А. Топоногова:
1. Теорема о сравнении углов треугольников, которая утверждает, что углы любого треугольника из кратчайших в полном римановом многообразии кривизны не меньше k не меньше углов треугольника со сторонами той же длины на односвязной поверхности постоянной кривизны k[33][17].
2. Теорема о расщеплении, утверждающая, что риманово многообразие неотрицательной кривизны, содержащее прямую — полную геодезическую, любой участок которой является кратчайшей, разлагается в прямое метрическое произведение[33]. Этот результат использовался Г. Перельманом для доказательства гипотезы Пуанкаре[17][34].
3. Экстремальные теоремы, характеризующие римановы многообразия, имеющие максимально возможные при данной нижней грани кривизны диаметр или замкнутую геодезическую[17].

В 1980—1990 годы В. А. Топоногов выполнил несколько работ по математическим методам в химии.

### Гипотеза Топоногова
В 1995 году В. А. Топоногов высказал гипотезу

На полной выпуклой поверхности F, гомеоморфной плоскости, выполняется равенство вида
{\displaystyle \inf _{p\in F}|\kappa _{2}(p)-\kappa _{1}(p)|=0\,.}

Здесь {\displaystyle \kappa _{1}} и {\displaystyle \kappa _{2}} обозначают главные кривизны поверхности F в точке p. Другими словами, он утверждает, что «любая полная выпуклая поверхность, гомеоморфная плоскости, имеет омбилическую точку, которая, быть может, лежит на „бесконечности“». Это естественный открытый аналог гипотезы Каратеодори для замкнутых выпуклых поверхностей. Учёный не смог доказать это утверждение в общем случае и рассмотрел несколько частных версий задачи.

## Публикации
Книги
- Toponogov, V. A. Differential geometry of curves and surfaces: a concise guide. — Birkhäuser, 2006. — ISBN 9780817643843.
- Топоногов, В. А. Дифференциальная геометрия кривых и поверхностей. — Физматкнига, 2012. — ISBN 978-5-89155-213-5.

Переводы
- Громол Д., Клингенберг В., Мейер В. Риманова геометрия в целом / Под ред. и с доб. В. А. Топоногова. — М.: Мир, 1971.[К 3]